# Jacques-Marie Muthuon
Jacques-Marie Muthuon, né le 21 août 1757 à Sainte-Sigolène (Haute-Loire) et décédé le 13 avril 1830 à Lyon (Rhône), est un ingénieur des mines et géologue français.

## Biographie
Muthuon est admis en novembre 1785 à l'École royale des mines, fondée deux ans auparavant. Mais il ne devient ingénieur qu'en 1794, en raison des perturbations de la période révolutionnaire. De 1795 à 1801, il est chargé de la surveillance des forges et des mines des Basses-Pyrénées et des Landes, mais il se consacre surtout à relever les mines et la fonderie de cuivre de Baïgorry. À partir de 1801, l'administration des Mines l'envoie en Corse, à l'île d'Elbe, puis en Piémont et enfin, sous la Restauration, à Lyon, où il achève sa carrière comme ingénieur-en-chef.

## Publications
Outre une vingtaine de mémoires, rapports et lettres parus dans le Journal des Mines, Muthuon publia :
- Traité des forges dites catalanes, Turin, 1808.Dans cet ouvrage théorique et pratique, Muthuon confronte les trois procédés de réduction directe du minerai de fer employés alors dans les Pyrénées : la méthode catalane, principalement en usage dans les forges de l'Ariège, et les méthodes navarraise et biscaïenne au Pays basque. Ce travail est le fruit de la construction, par Muthuon, d'une forge à Banca (Pyrénées-Atlantiques) en l'an VIII et des expériences qu'il y mena.
- Méthode géologique ou traité élémentaire des formations minérales, Turin, 1810.
- Découverte de la formation des cristaux, Lyon, 1815.

## Sources
- L.-F. Grognier, « Notice sur M. Muthuon », Notice sur les travaux de la Société royale d'agriculture, histoire naturelle et arts utiles de Lyon, 1832, première partie, pp. 51-63.
- Émile Pujolle, « La forge de Banca, construite en l'an VIII par l'ingénieur Muthuon, était-elle catalane ou navarraise ? », Mines et établissements métallurgiques de Banca, Saint-Étienne-de-Baïgorry, éd. Izpegi – Biarritz, J&D, 1995, pp. 251-282.